# 横浜逗子線
横浜逗子線（よこはまずしせん）は、横浜市の都市計画道路である。
都市計画道路としての名称は横浜国際港都建設計画道路３・４・２号横浜逗子線。横浜市3環状10放射道路ネットワークを構成する放射道路の一部に指定されている。

## 概要

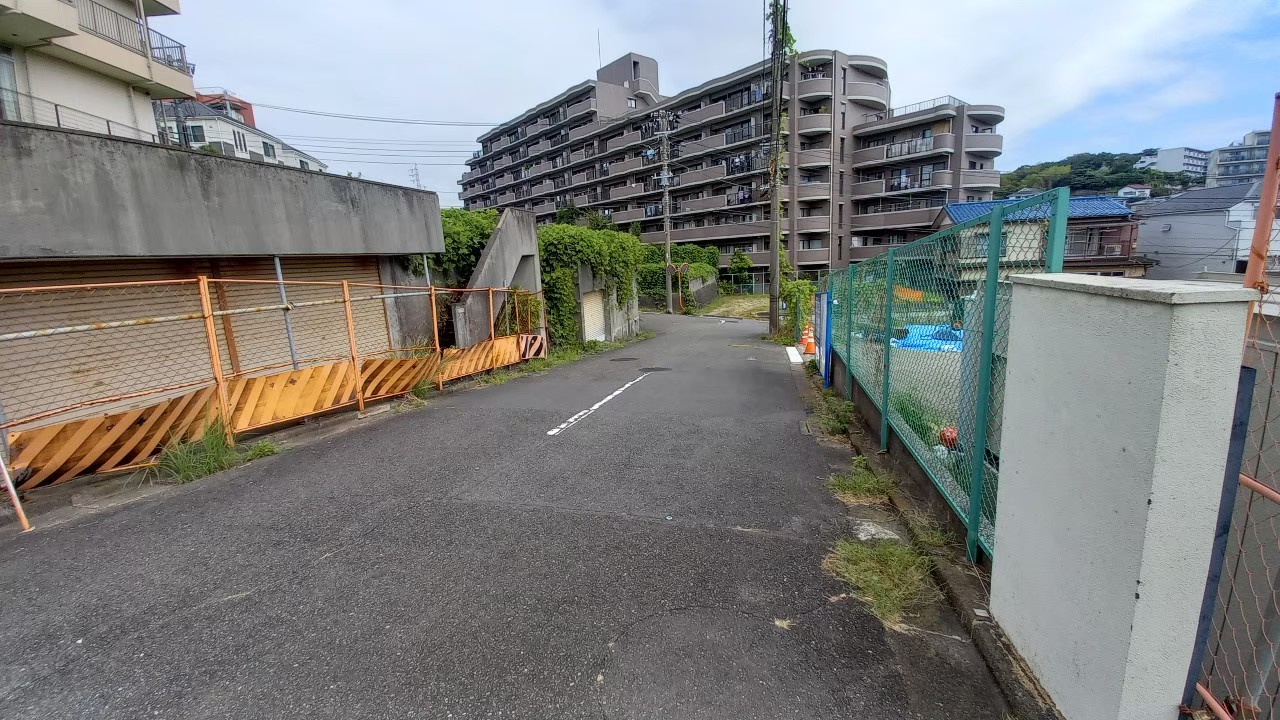
横浜市立六浦小学校北側の事業用地の様子 （2022年9月撮影）

現在、金沢区釜利谷南一丁目から六浦四丁目までの延長1,400mの区間で事業を進めている。
本区間の整備により、横浜市南部地域の道路ネットワークが強化され、国道16号線や環状4号線などの周辺道路の渋滞緩和や緊急時の避難路確保、および交通利便性の向上が見込まれている。

### 路線データ
- 始点：横浜市港南区上大岡西二丁目
- 終点：横浜市金沢区六浦町（逗子市界）
- 延長：11,320m
- 代表幅員：20ｍ

### 重複区間
- 神奈川県道22号横浜伊勢原線
- 笹下釜利谷道路
- 神奈川県道205号金沢逗子線

## 沿線構造物
- 横浜市立日下小学校
- 磯子カンツリークラブ
- 神奈川県立横浜氷取沢高等学校
- 横浜市立金沢動物園
- 神奈川県立釜利谷高等学校
- 横浜市立六浦小学校
- 六浦駅 （京浜逗子線）
- 六浦霊園
- 八景苑

## 接続・交差する路線
- 神奈川県道21号横浜鎌倉線
- 環状2号線
- 環状3号線
- 横浜横須賀道路
- 泥亀釜利谷線
- 環状4号線
- 逸見鷹取山線

## 交差する鉄道・河川
- 笹下川
- 左右手川
- JR根岸線
- 宮川
- 侍従川
- 京急逗子線